# Ladrillo vitrificado
El ladrillo vitrificado es una clase de ladrillo cerámico cuya cara externa está recubierta por una película vítrea que le hace adquirir un tono acristalado, y cuyo color es variable. Dicha vitrificación aísla al ladrillo de la humedad externa.
El uso del ladrillo vitrificado supone un gran inconveniente. El hecho de que el ladrillo esté recubierto únicamente por su cara externa por la película aislante vitrificada hace que si por alguna razón el agua penetra en el interior del ladrillo, algo que puede ocurrir si se producen filtraciones de agua a través del mortero utilizado para unir los ladrillos, éste se quede almacenada en el interior de los mismos al no poder salir de nuevo al exterior por encontrarse con la película superficial vitrificada.
Este hecho supone incluso una destrucción total del ladrillo en el caso en que se produzcan temperaturas por debajo de cero grados Celsius ya que en este caso el agua acumulado en los poros internos del ladrillo se congela aumentando su volumen y en consecuencia produce que el ladrillo se desquebraje perdiendo por completo su estética externa y dejando de ofrecer su protección frente a la lluvia.
En conclusión, este tipo de ladrillo ofrece buena protección frente a la lluvia en lugares con temperaturas suaves pero su uso en lugares con temperaturas bajo cero ha demostrado su completa incompatibilidad con las heladas debido a su escasa resistencia a las temperaturas inferiores a cero grados Celsius en combinación con ambientes húmedos.